# Tarzan the Fearless
Tarzan the Fearless is een filmserie in 12 delen met Buster Crabbe in zijn enige optreden als Tarzan. De eerste vier delen van de serie werden uitgebracht als een 71 minuten durende speelfilm. De film werd uitgebracht in beide formaten op 11 augustus 1933.
De serie werd geregisseerd door Robert F. Hill en geschreven door Basil Dickey, George Plympton en Walter Anthony. Hoofdrolspeelster Jacqueline Wells veranderde haar naam later in Julie Bishop.

## Verhaal
Tarzan redt Dr. Brooks, een oudere wetenschapper, die in een verloren stad wordt vastgehouden door de volgelingen van de god Zar. Mary Brooks, zijn dochter, en Bob Hall zijn ook op zoek naar hem, onder leiding van de kwaadaardige safarigidsen Jeff Herbert en Nick Moran.
Tarzan gaat op zoek naar Maria, en al snel worden zij allemaal gevangen door de volgelingen van Zar en naar hun hogepriester Eltar gebracht. Jeff en Nick worden gedood, maar de anderen zijn vrij om te gaan, mits ze nooit meer terugkeren.
Mary en haar vader besluiten bij Tarzan te blijven in plaats van met Bob Hall terug te keren naar de beschaving.

## Rolverdeling
| Acteur           | Personage                              |
| ---------------- | -------------------------------------- |
| Buster Crabbe    | Tarzan                                 |
| Jacqueline Wells | Mary Brooks                            |
| E. Alyn Warren   | Dr. Brooks, Marys vader                |
| Mischa Auer      | Eltar, hogepriester van Zar            |
| Carlotta Monti   | Madi, priesteres van Zar               |
| Edward Woods     | Bob Hall, vriend van Mary en Dr Brooks |
| Philo McCullough | Jeff Herbert, kwaadaardige safarigids  |
| Matthew Betz     | Nick Moran, kwaadaardige safarigids    |

## Filmbeelden

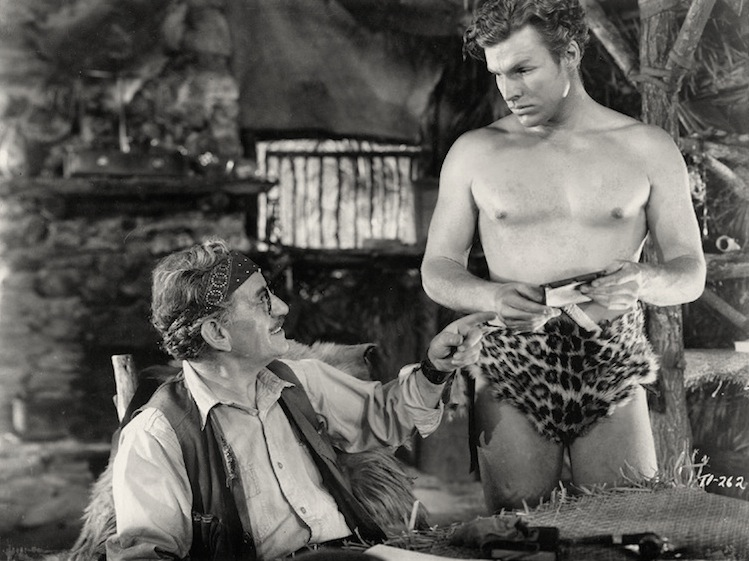
Buster Crabbe (rechts) met E. Alyn Warren
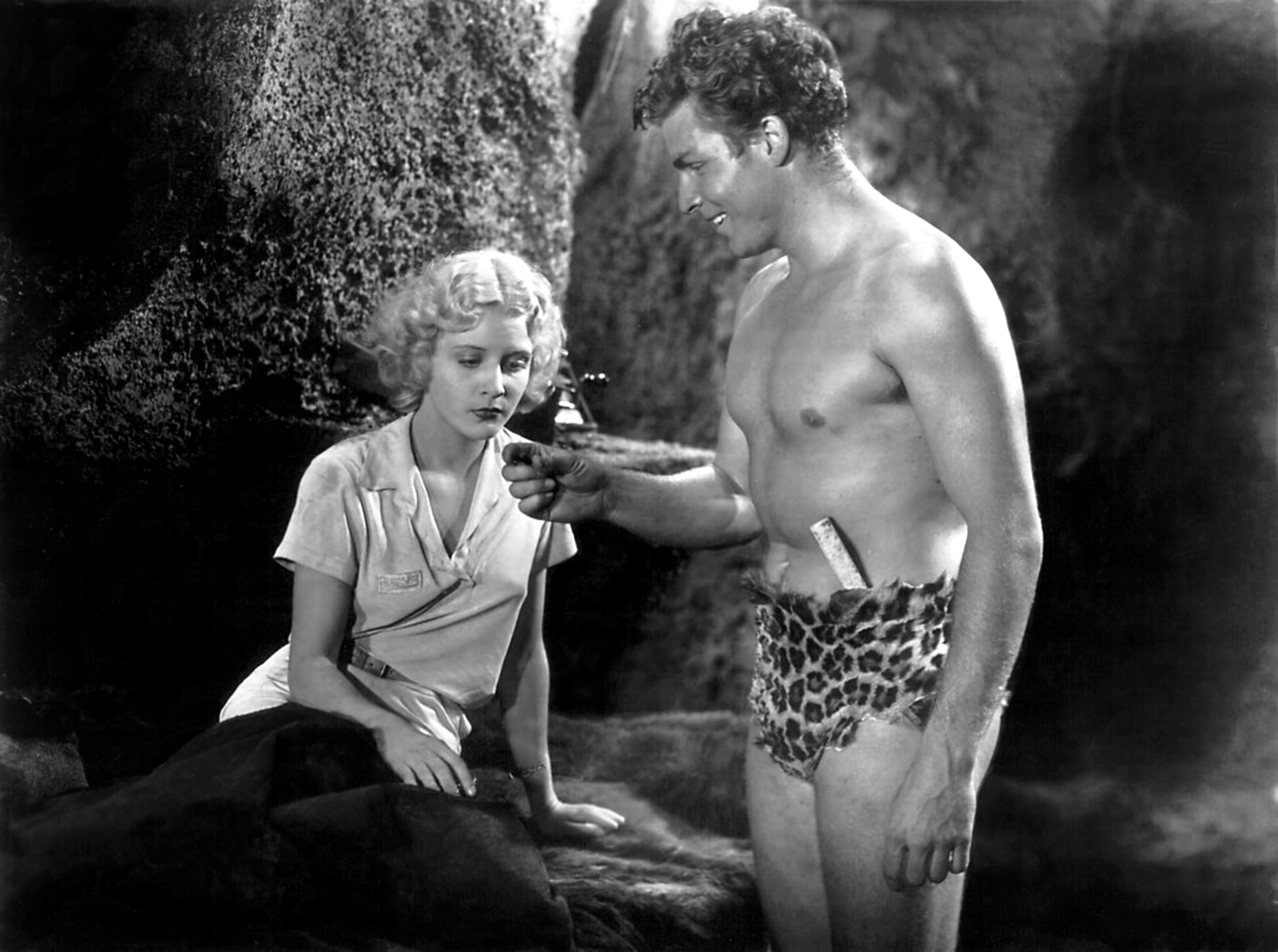
Buster Crabbe met Julie Bishop